# Unity (album)
Unity je petnaesti studijski album njemačkog heavy metal-sastava Rage. Diskografska kuća Steamhammer/SPV objavila ga je 13. svibnja 2002.

## Popis pjesama
| 1.    | »All I Want«                       | 4:59 |
| 2.    | »Insanity«                         | 4:21 |
| 3.    | »Down«                             | 5:24 |
| 4.    | »Set This World on Fire«           | 5:05 |
| 5.    | »Dies Irae«                        | 5:08 |
| 6.    | »World of Pain«                    | 4:02 |
| 7.    | »Shadows« (instrumentalna skladba) | 0:57 |
| 8.    | »Living My Dream«                  | 4:49 |
| 9.    | »Seven Deadly Sins«                | 4:09 |
| 10.   | »You Want It, You'll Get It«       | 4:05 |
| 11.   | »Unity« (instrumentalna skladba)   | 7:17 |
| 50:16 |                                    |      |

## Zasluge
Rage
- Peter "Peavy" Wagner – vokali, bas-gitara
- Victor Smolski – gitara, klavijature
- Mike Terrana – bubnjevi

Dodatni glazbenici
- Hansi Kürsch – prateći vokali
- D.C. Cooper – prateći vokali

Ostalo osoblje
- Charlie Bauerfeind – produkcija, miks, mastering, inženjer zvuka
- Joachim Luetke – naslovnica, grafički dizajn, dizajn
- Wolfgang Voglhuber – fotografije